# Саїд Алі Атта
Саїд Алі Атта (25 серпня 1913, Афганістан) — афганський хокеїст, що представляв Афганістан на літніх Олімпійських іграх 1936.
Воротар. Брав участь у змаганнях з хокею на траві.